# Payogasta
Payogasta est une localité argentine du département de Cachi de la province de Salta.
Elle est située au kilomètre 4.520 de la route nationale 40, à 15 km au nord de la ville de Cachi, sur les bords du río Calchaquí. Son altitude est de 2,596 mètres.

## Population
Elle comptait 404 habitants en 2001, ce qui représentait une légère baisse de 0,7 % vis-à-vis des 407 habitants du recensement de 1991.